# Points cardinaux (album)
Pour les articles homonymes, voir Cardinal.
Points Cardinaux est le deuxième album solo  d'Ana Torroja, ancienne chanteuse du groupe de pop espagnol Mecano. Il s'agit d'une version française du premier album d'Ana Torroja, Puntos Cardinales. Les deux albums sont sortis en 1997. Ce disque contient 10 chansons, dont trois sont chantées en français (Les murs, Je t'ai tellement aimé et Ananta), le restant étant chanté en espagnol.
Deux singles ont été extraits de cet album : Les murs (une version française de A Contratiempo) et Ananta (une version française de Como sueñan las sirenas). Les deux singles contiennent les deux versions française et espagnole de chaque chanson.

## Liste des titres
1. Puntos Cardinales ( A. Moraga del Riego / L.A. Rodriguez) 4:20
2. Partir (T. Bengoextea) 3:47
3. Flor Carnívora (L.G. Esccobar / M. Illan) 4:54
4. No Estás (A. Torroja / Jason Hart) 4:38
5. Les murs (B.Hayes / Ad. Françoise Hardy) 3:36
6. Como Tú (D.Poveda / H.Batt) 3:23
7. Tal Para Cual (P.Varona) 4:04
8. Je t´ai tellement aimé (G.Verona / F. Amat) 3:59
9. Ananta (A.Torroja / N.Yustas / Cabañas) 4:35
10. Deja Que Llueva (A.Torroja / Jason Hart) 4:35